# Villa Zurbiac
 (août 2022).
La mise en forme du texte ne suit pas les recommandations de Wikipédia : il faut le « wikifier ».
Les points d'amélioration suivants sont les cas les plus fréquents. Le détail des points à revoir est peut-être précisé sur la page de discussion.
- Les titres sont pré-formatés par le logiciel. Ils ne sont ni en capitales, ni en gras.
- Le texte ne doit pas être écrit en capitales (les noms de famille non plus), ni en gras, ni en italique, ni en « petit »…
- Le gras n'est utilisé que pour surligner le titre de l'article dans l'introduction, une seule fois.
- L'italique est rarement utilisé : mots en langue étrangère, titres d'œuvres, noms de bateaux, etc.
- Les citations ne sont pas en italique mais en corps de texte normal. Elles sont entourées par des guillemets français : « et ».
- Les listes à puces sont à éviter, des paragraphes rédigés étant largement préférés. Les tableaux sont à réserver à la présentation de données structurées (résultats, etc.).
- Les appels de note de bas de page (petits chiffres en exposant, introduits par l'outil «  Source ») sont à placer entre la fin de phrase et le point final[comme ça].
- Les liens internes (vers d'autres articles de Wikipédia) sont à choisir avec parcimonie. Créez des liens vers des articles approfondissant le sujet. Les termes génériques sans rapport avec le sujet sont à éviter, ainsi que les répétitions de liens vers un même terme.
- Les liens externes sont à placer uniquement dans une section « Liens externes », à la fin de l'article. Ces liens sont à choisir avec parcimonie suivant les règles définies. Si un lien sert de source à l'article, son insertion dans le texte est à faire par les notes de bas de page.
- La présentation des références doit suivre les conventions bibliographiques. Il est recommandé d'utiliser les modèles {{Ouvrage}}, {{Chapitre}}, {{Article}}, {{Lien web}} et/ou {{Bibliographie}}. Le mode d'édition visuel peut mettre en forme automatiquement les références.
- Insérer une infobox (cadre d'informations à droite) n'est pas obligatoire pour parachever la mise en page.

Pour une aide détaillée, merci de consulter Aide:Wikification.
Si vous pensez que ces points ont été résolus, vous pouvez retirer ce bandeau et améliorer la mise en forme d'un autre article.
La villa Zurbiac est une ancienne villa située dans la ville française de Biarritz. Elle est construite en 1907 par Frederick Edward Gibert, alors consul des États-Unis d'Amérique à Biarritz, qui y a vécu jusqu'à son décés en 1913, puis elle fut résidence de son épouse américaine Alice Reed décédée en 1915. À la fin de la Première Guerre mondiale, la villa Zurbiac et les propriétés environnantes ont été achetées par Carlos de Beistegui, célèbre et riche mécène de l’entre-deux guerres. Zurbiac est alors transformée en résidence avec parc pour accueillir sa collection de tableaux de maîtres. Carlos de Beistegui y décèdera le 12 janvier 1953. La partie ancienne de la villa Zurbiac a été partiellement conservée, lotie puis vendue en appartements dont certains conservent aujourd’hui le charme de l'ancienne villa avec son parc.

## Historique

### Frederick Edward Gibert
L’histoire de la villa Zurbiac commence avec Frederick Edward Gibert junior né le 31 octobre 1862 à New York. Cette branche des Gibert est issue, dès 1604, d’une lignée huguenote originaire de Montpezat d’Agenais. On la retrouve à Bordeaux vers 1680 où elle s’enrichit dans le commerce outre-mer, ses membres accèdent aux plus hautes charges, puis une branche de la famille se développe en Martinique et en Guadeloupe puis les États-Unis à la Révolution française ; en juin 1795 pour Jean-Nicholas Gibert l'aïeul de la lignée.
Jean-Nicholas Gibert, le grand-père de Frederick Edward Gibert junior, est né en Martinique en 1770. Il se marie avec Catherine Anne Audinet, fille d’un gouverneur de la Guadeloupe. Le couple s’installe à Newport (Rhode Island) en 1795, fuyant les évènements révolutionnaires de la Guadeloupe puis à New York en 1811. Les activités commerciales de Nicholas Gibert lui permettent d’acquérir une très grosse fortune qui sera multipliée par les alliances matrimoniales et les relations new-yorkaises. De ses trois fils, Frederick Edward Gibert, le père du futur consul à Biarritz, né en 1810 et décédé en 1882, reprend la gestion des affaires familiales et les développe. Il épouse Marguerite Elisabeth Reynols qui finira ses dernières années entre Paris et Biarritz où elle réside en 1902 avec son fils, le futur agent consulaire, à la villa Théo, située avenue des Pyrénées (ancien avenue Joffre). Frederick Edward Gibert et Marguerite auront trois enfants qui seront éduqués dans la double culture franco-américaine, faisant de longs séjours à Paris et des études en Europe.
Nicholas Audinet Gibert, né en 1853, est l’ainé des deux fils, auxquels il faut rajouter leur sœur cadette Leila Marie née en 1857 et qui décède à 28 ans le 1er avril 1885.
La courte vie de Leila lui permet néanmoins de faire un très riche mariage à New York avec l’ami de ses deux frères, Lindsey Hoffman Chapin. Il naît de cette alliance, Marguerite Chapin Gibert en 1880.
Marguerite est la très riche héritière des Chapin et des Gibert et devient célèbre en épousant le prince Roffredo Caetani, devenant ainsi la princesse Marguerite Caetani le 30 octobre 1911 à Londres. Roffredo Caetani, prince de Bassanio, fut le grand amour platonique de la comtesse Greffulhe, durant 10 ans muse de ce jeune compositeur italien. Avec Roffredo, Marguerite Chapin Gibert entre dans le monde décrit par Proust dans la Recherche. Leur fils Camillo, né en 1915 sera fiancé à Edmonde Charles-Roux dans les années 1930 mais il disparaitra en 1940 fauché par les affres du fascisme italien.
Marguerite chérit ses deux oncles Gibert qui lui servent de tuteurs dans ses années d’apprentissage à Paris et New York. Marguerite, à la suite des décès prématurés de ses parents, se rapproche d’eux, s’installe à Paris en 1902 à 22 ans pour étudier le chant. Dès 1907, elle fait souvent la navette entre Paris et la villa Zurbiac à Biarritz de son oncle consul américain. Marguerite mettra sa fortune au service de sa passion, la littérature.
Frederik Edward Gibert junior est né le 31 octobre 1862 à New York. Après des études en Europe, il sort diplômé de l’Université Cornell aux États-Unis. Il épouse Alice Reed, fille du banquier de New York Edgar Reed. Le couple divorce en mai 1898 mais se remarie à Biarritz en novembre de la même année,.
Le 1er mai 1905, Frederick Edward est nommé agent consulaire des États-Unis d’Amérique à Biarritz. En janvier 1907, sa juridiction est étendue au département des Basses-Pyrénées dans son entier. Gibert est très engagé dans le développement de la ville, président durant 8 ans du Comité des Fêtes de Biarritz, dès sa fondation en 1905. Afin de s’établir suivant son rang et ses activités, il décide de faire construire une villa qui devient la villa Zurbiac.
Le docteur Joseph-Auguste Fort (1855-1912), professeur d’anatomie à la faculté de médecine de Paris, avait dès 1890 racheté des terrains au sud de Biarritz près de la Côte des Basques. Après le percement de l’avenue des Pyrénées (avenue Joffre), il vendit à Frederick Edward Gibert des parcelles à bâtir. Celui-ci fit appel à l’architecte allemand Auguste Beck pour établir les plans et piloter la construction de sa villa. Auguste Beck s’était établi à Biarritz et avait acquis une certaine renommée après la construction de la villa Hereen (actuellement Hélianthe) démarrée en 1882 (manoir de style britannique avec terrasses sur trois étages et parc face à l’océan).

Le nom de la villa trouve une origine basque, le terme zurbiac signifiant « les échelles » en basque. Ce guide circulait alors auprès des étrangers en visite dans le pays basque et Gibert, par ailleurs Président du comité des fêtes de Biarritz, est très engagé dans de multiples activités culturelles en pays basque.

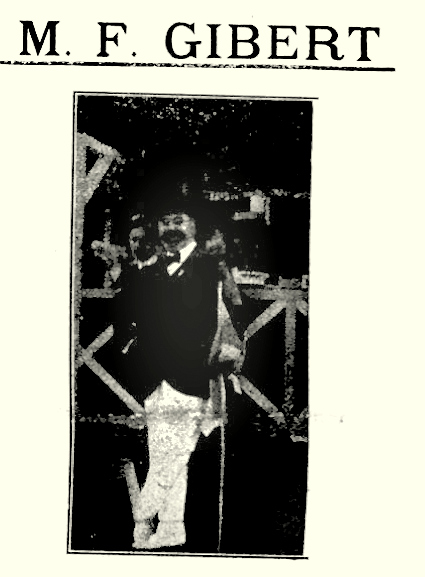
Photographie de Frederick Edward Gibert dans La Gazette de Biarritz, en 1911.

La famille Gibert reçoit la haute bourgeoisie internationale et l’aristocratie parisienne à Zurbiac. Gibert, alors bien implanté à Biarritz, écrit plusieurs rapports pour son ambassade, dont le document suivant écrit en 1907 : Agent consulaire Frédérick E. Gibert, Biarritz, villa Zurbiac : situation commerciale actuelle et du développement dans le département français des Basses-Pyrénées. Frederick Gibert y décrit l’importance de Bayonne, seul port atlantique entre Bordeaux et l’Espagne dans une région dont la population ne cesse de croitre et dont les échanges d’exportation ont décuplé entre 1848 et 1906 pour atteindre 800 000 tonnes de marchandises.
Cependant, Frederick Edward décède le 3 février 1913 à Biarritz de façon précoce, à l'âge de 50 ans. Lors de ses obsèques, la ville lui rend un vibrant hommage par un discours rappelant ses qualités d’organisateur, de travailleur acharné pour la réussite des fêtes biarrotes de la période.
Son épouse Alice Reed décède à son tour en 1915, leur fils étant retourné aux États-Unis.

### Carlos de Beistegui
Carlos de Beistegui achète la villa le 18 juin 1918 à l’industriel Henri Guillot. Il cherchait depuis de longues années à s’établir à Biarritz dans une résidence où il pourrait mettre en valeur ses riches collections.

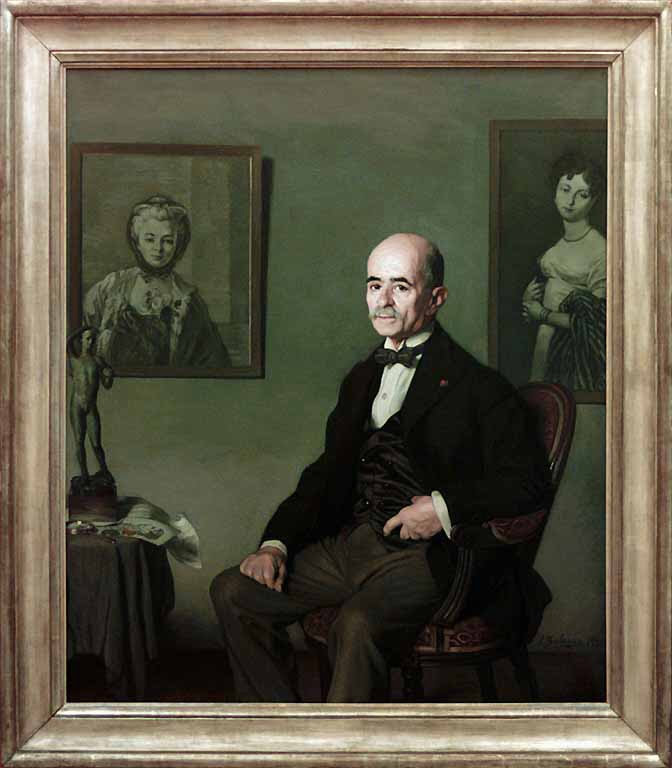
Carlos de Beistegui peint par le peintre espagnol Ignacio Zuloaga dans sa villa.

Installé dans le Pays basque, le couple Guillot investi dans quelques acquisitions à Anglet et Biarritz.
Carlos de Beistegui réaménage la villa Zurbiac afin que sa collection d’œuvres d’art soit mise en valeur et montrée à ses proches et ses connaissances. Il rachète les trois villas environnantes et agrandit considérablement les jardins et le parc, en en faisant un lieu de villégiature mondain apprécié des célébrités de l’époque. Picasso, en 1918, de passage à Biarritz, Eugenia Errazuriz son hôte (elle séjourne chaque été à Biarritz, sa famille étant issue de la riche diaspora Basque du Chili), Léon Bonnat, et de nombreux ministres dont Georges Clemenceau, eurent l’opportunité de visiter sa prestigieuse collection à la villa Zurbiac.
Pendant la Seconde Guerre mondiale, Carlos de Beistegui se démène afin que sa villa et ses collections soient protégées de l’occupation allemande grâce à l’aide des Musées Nationaux. Les hôtels et grandes villas de prestige de Biarritz étant réquisitionnés pour loger les bataillons armés de l’occupant, Biarritz est provisoirement devenue une zone de rétablissement pour la Wehrmacht avant le retour dans l’enfer des combats. La collection de tableaux de maîtres de la villa Zurbiac a ainsi évité de peu la spoliation des toiles par les nazis.
Le 12 janvier 1953, Carlos de Beistegui s’éteint dans sa villa Zurbiac à l’âge de 90 ans. Conformément à sa volonté, sa collection est immédiatement cédée en totalité au musée du Louvre où l’aile Sully possède une salle qui lui est consacrée. Il témoignait ainsi de ses deux grandes passions, son amour pour la France et ses œuvres d’art.
Le 26 février 1959, les neveux de Beistegui lotissent et vendent les biens hérités de leur oncle. Rapidement, la villa Zurbiac est transformée en appartements, le parc néanmoins est conservé. La villa échappe aux affres de la destruction du patrimoine de Biarritz des années 1960 grâce à la construction d’un immeuble de standing, Le Président, qui prend appui sur l’ancienne villa sans la dégrader. La villa Zurbiac partiellement conservée continue de nos jours d’être entretenue et protégée, quelques passionnés et curieux essaient de faire revivre la mémoire de son glorieux passé, effacée progressivement par l’usure du temps.

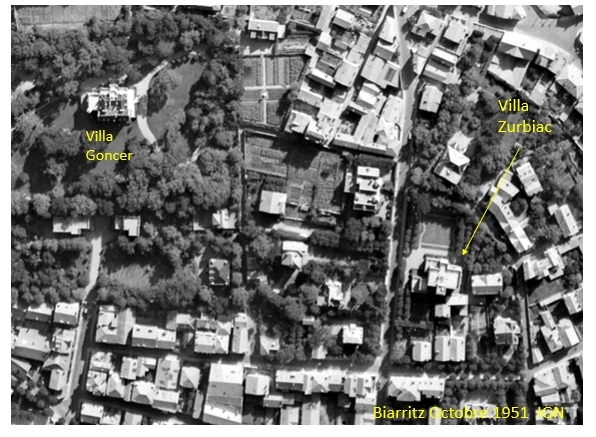
Photographie de la villa Zurbiac, en 1951.